# Kiwaia
Kiwaia is een geslacht van vlinders van de familie tastermotten (Gelechiidae).

## Soorten
- K. aerobatis (Meyrick, 1924)
- K. brontophora (Meyrick, 1886)
- K. caerulea (Hudson, 1925)
- K. calaspidea (Clarke, 1934)
- K. contraria (Philpott, 1930)
- K. cheradias (Meyrick, 1909)
- K. dividua (Philpott, 1921)
- K. dryosyrta (Meyrick, 1931)
- K. eurybathra (Meyrick, 1931)
- K. glaucoterma (Meyrick, 1911)
- K. heterospora (Meyrick, 1924)
- K. hippeis (Meyrick, 1901)
- K. jeanae Philpott, 1930
- K. kumatai (Povolny, 1976)
- K. lapillosa (Meyrick, 1924)
- K. lenis (Philpott, 1929)
- K. lithodes (Meyrick, 1886)
- K. matermea (Povolny, 1974)
- K. monophragma (Meyrick, 1886)

- K. neglecta (Philpott, 1924)
- K. palaearctica (Povolny, 1968)
- K. parapleura (Meyrick, 1866)
- K. parvula (Philpott, 1930)
- K. pharetria (Meyrick, 1886)
- K. plemochoa (Meyrick, 1916)
- K. pumila (Philpott, 1928)
- K. quieta (Philpott, 1927)
- K. ramulata (Meyrick, 1926)
- K. schematica (Meyrick, 1886)
- K. spinosa (Povolny, 1976)
- K. thyraula (Meyrick, 1886)